# Kay van Dijk
Kay van Dijk (Oosterbeek, 25 giugno 1984) è un pallavolista olandese, opposto del Lycurgus.

## Palmarès

### Club
- Campionato belga: 1

2007-08
- Coppa del Belgio: 2

2006-07, 2007-08
- Campionato sloveno: 1

2010-11
- Coppa di Slovenia: 1

2010-11
- Middle European League: 1

2010-11

### Nazionale (competizioni minori)
- European League 2004